# Первое фатимидское вторжение в Египет
Первое фатимидское вторжение в Египет — вооружённый конфликт между исмаилитским Фатимидским халифатом и суннитским Аббасидским халифатом.
Фатимидской экспедицией на восток, которая началась 24 января 914 года, командовал берберский военачальник Хабаса ибн Юсуф. Ему удалось подчинить себе города на ливийском побережье между Ифрикией и Египтом и захватить Александрию. Затем сюда прибыл наследник Фатимидского халифата Мухаммад аль-Каим Биамриллах, который возглавил кампанию. Попытки завоевать столицу Египта Фустат потерпели неудачу: войска Аббасидов дважды разбили армию противника. Прибытие их подкреплений под командованием Му’ниса ал-Хадима из Сирии и Ирака обрекло вторжение на провал, и аль-Каим Биамриллах и остатки его армии покинули Александрию и вернулись в Ифрикию в мае 915 года. Однако эта неудача не помешала Фатимидам предпринять ещё одну неудачную попытку захватить Египет четыре года спустя. Только в 969 году Фатимиды завоевали страну и сделали её центром своей империи, возведя новую столицу, Каир.

## Предыстория
Династия Фатимидов пришла к власти в Ифрикии в 909 году. За несколько лет до этого они покинули свой дом в Сирии и направились в Магриб. К тому времени их даи достигли значительных успехов в обращении местных берберских племён Кутама в шиитский ислам. Однако влияние династии оставалось скрыто как от самих берберов, так и от правящей регионом династии Аглабидов. Лишь когда исмаилитский миссионер Абу Абдаллах аш-Ши’и смог призвать берберские племена к свержению последней, лидер Фатимидов раскрылся и объявил себя халифом и махди с именем Убайдаллах аль-Махди. В отличие от своих предшественников, которые были не против оставаться региональной династией на западных окраинах Аббасидского халифата, Фатимиды придерживались экуменических претензий, заявляя о своём происхождении от Фатимы аз-Захры, дочери исламского пророка Мухаммеда и супруги Али ибн Абу Талиба, четвёртого правителя Праведного халифата, о претензиях на власть над всей мусульманской общиной, а также называли себя единственными законными преемниками Мухаммеда. Одновременно они были лидерами течения шиитов-исмаилитов, последователи которого считали их имамами, наместниками Аллаха на земле.
Для завоевания лидирующей позиции в исламском мире после закрепления в Ифрикии Фатимидам было необходимо подчинить Египет, «ворота в Левант и Ирак», где находилась столица их главных врагов, Аббасидов. Прямой путь из Ифрикии пролегал через Ливию. Не считая нескольких небольших прибрежных городов — Триполи на западе и нескольких более мелких городов Киренаики на востоке — на этой земле доминировали дикие берберские племена, которые были исламизированы далеко не полностью. Так одно из них, Нафуса, исповедовало хариджизм, а ещё одно, Мазата, лишь де-юре было мусульманским, на деле оставаясь язычниками. Только на востоке этой земли, в Киренаике существовали по-настоящему мусульманские бедуинские племена, которые переселились сюда в IX веке.
Фатимиды вторглись в Ливию в 911 году, когда вожди подчинённых им племён Кутама совершили набег на территорию местного племени Луваты. Племена Хаввара, жившие вокруг покорённого вскоре после падения династии Аглабидов Триполи, были возмущены таким поведением, ровно как и установленными Кутама высокими налоговыми сборами. Изначально они подняли небольшой и неорганизованный мятеж, силам которого, тем не менее, удалось осадить город. Но уже летом 912 года вспыхнуло всеобщее восстание, которое охватило и сам Триполи. Убайдаллах аль-Махди бежал, а подчинённые ему берберы были перебиты. Наследник династии Мухаммад аль-Каим Биамриллах возглавил две экспедиции против Хавваров — морскую и сухопутную. В июне 913 года Триполи вновь был захвачен фатимидской армией. Аль-Каим Биамриллах оставил там одного из своих главных берберских военачальников, Хабаса ибн Юсуфа, назначив его на должность вали, и продолжил дальнейший поход на Восток.
После завоевания Ифрикии и Ливии аль-Махди питал надежду, что в атаке на Египет ему помогут исмаилитские даи, обосновавшиеся в Йемене, Ибн Хаушаб и Али ибн аль-Фадль аль-Джайшани. Но в конце 911 года второй из них объявил аль-Махди мошенником из-за того, что он провозгласил махди себя, а не стал дожидаться окончания великого сокрытия, и напал на своего бывшего товарища Ибн Хаушаба, который остался верен Фатимиду. Вскоре после этого конфликта оба миссионера скончались. Их противостояние ослабило позиции исмаилитов в Йемене и позволило ранее свергнутым проаббасидским суннитам из династии Яфуридов вернуть утраченные позиции. Из-за этого надежды на возможное единовременное нападение на Египет с юго-востока и с запада растаяли.

## Вторжение

### Завоевание Киренаики
Фатимидская экспедиция в Египет началась 24 января 914 года, когда армия под командованием Хабаса ибн Юсуфа покинула Триполи и двинулась вдоль побережья Северной Африки. Гарнизоны Аббасидов в Сирте и Адждабии сдались без боя, покинув населённые пункты ещё до прибытия противника. 6 февраля армия халифата вошла в Барку, столицу Киренаики и «ворота в Египет». В то время завоевание региона было достаточно выгодным предприятием для Фатимидов: поземельный налог в покорённой части Египта приносил им двадцать четыре тысячи золотых динаров ежегодно, а ещё пятнадцать тысяч приносили налог с неверных, уплачиваемый христианами-зимми, закят и ушр.
По словам Имад ад-Дина, Барку эвакуировали без боя. Согласно суннитским источникам же, войска Фатимидов зверствовали, убивая мирных жителей и вымогая деньги у торговцев. Так, например, в последних заявлено о том, что фатимидские войска заставили торговцев голубями зажарить и съесть птиц, подозревая, что они могут использовать их для шпионажа. Кроме этого суннитские авторы писали и о том, что исмаилиты заставили местных ополченцев и милицию записаться в постоянную армию халифата, а оставшееся население обложили большой данью. По их сообщениям, шииты казнили двух вождей, которые девять лет назад подстерегли и ограбили аль-Махди во время его путешествия в Ифрикию. Их имущество фатимидские силы захватили себе, сыновей убили, а женщин продали в рабство.
Узнав о прибытии фатимидской армии в Барку, аббасидские власти в Египте направили против них лишь незначительные отряды. 14 марта люди Ибн Юсуфа, усиленные только что прибывшими свежими подразделениями из Ифрикии, без труда одержали решительную победу в битве близ стен города.

### Завоевание Александрии
Ободрённый данным локальным успехом, аль-Махди отправил на Восток новую армию во главе со своим сыном и наследником аль-Каим Биамриллахом, которому предстояло принять командование на себя. 11 июня он выступил из резиденции отца в Раккаде, которая тогда была столицей халифата, во главе многочисленного отряда берберов Кутама и ифрикийских ополченцев, написав Ибн Юсуфу, чтобы тот дождался прибытия подкрепления перед тем, как принимать дальнейшие шаги. Но честолюбивый военачальник проигнорировал приказ. 1 августа, когда подкрепление прибыло в Триполи, он уже вёл свои войска в Египет. Разгромив армию Аббасидов при эль-Хании, недалеко от современного эль-Аламейна, 27 августа 914 года Ибн Юсуф занял египетский город Александрию. Берберы Кутама из его армии отправились в набег на юг Египта вдоль Нила и опустошили значительную часть страны, достигнув эль-Гизы, расположенной через реку от Фустата. Ибн Юсуф предложил аббасидскому вали Египта Такину аль-Хазари охранную грамоту (аман) в обмен на сдачу столицы, но он отказался. 6 ноября аль-Каим Биамриллах прибыл в Александрию и назначил своих людей на должности муэдзина, вали и судьи.
Захват Александрии фатимидскими войсками вызвал панику в Багдаде. Ранее аббасидские халифы практически не обращали внимания на дела в Ифрикии и громкие заявления аль-Махди, но теперь, осознав реальность угрозы, они в срочном порядке отправили к нему послов, чтобы уточнить данные о происхождении Фатимидов и их намерениях. Такин аль-Хазари запросил подкрепления, и Аббасиды мобилизовали расквартированные в Сирии войска. Первые подразделения стали прибывать в Фустат в сентябре 914 года. В октябре аббасидский халиф аль-Муктадир Биллах назначил своего камергера, евнуха Му’ниса ал-Хадима, главнокомандующим экспедицией и приказал ему отправиться в Египет. На содержание и обеспечение войск аль-Муктадир Биллах выделил из казны два миллиона серебряных дирхамов.

### Марш на Фустат и первая битва при Гизе
В начале декабря прекратился разлив Нила, что позволило войскам обеих сторон двигаться по его берегам. Армия Фатимидов, разделившись на две колонны, отправилась в путь на Фустат. Впереди шёл Ибн Юсуф, позади — аль-Каим Биамриллах. Поскольку столица Египта лежала на восточном берегу реки, а единственный путь к ней с западного побережья пролегал через понтонный мост на острове Рода и эль-Гизу, Такин аль-Хазари призвал в армию всех, кого только мог, и разбил укреплённый лагерь на территории города.
Первую тревогу в эль-Гизе подняли 13 декабря. Тогда все, кто мог держать оружие, направились на мост, но атаки не последовало. Аналогичная ложная тревога повторилась и на следующий день, и лишь 15 декабря фатимидские войска нанесли удар. В последовавшей битве победили отряды аббасидского вали: в состав его армии входили наёмные тюркские конные лучники, которые нанесли значительный урон пешим берберам Кутама, вооружённым в основном копьями. Одержав локальную победу, отряды Такина аль-Хазари начали преследование Фатимидов, но из-за отсутствия боевого опыта не заметили засаду, которую устроил арьергард фатимидской армии и которая спасла силы исмаилитов от полного разгрома. Отступив, войска аббасидского вали сохраняли внутреннее напряжение. На следующий день вновь прозвучала ложная тревога, однако после нападения 15 декабря близ Гизы происходили лишь мелкие стычки. Несмотря на неудачу Фатимидов, некоторые жители южного Египта (как копты-христиане, так и мусульмане) отправляли письма в поддержку аль-Каим Биамриллаха. Немецкий востоковед-шиитовед Хайнц Халм предположил, что в городе могли присутствовать не только шпионы Фатимидов, которые там были наверняка, но и даже исмаилитский даи.

### Фатимидская оккупация эль-Файюма и вторая битва при Гизе
Не имея возможности переправиться через реку и направиться прямо на столицу, аль-Каим Биамриллах с большей частью армии двинулся в обход обороны египтян. Его войска держали путь в плодородный оазис эль-Файюм, где можно было найти питьевую воду и провизию. Первоначально берберы Кутама разграбили этот регион, но наследник халифата восстановил порядок и ввёл регулярный налог с местного населения, который поступал в казну халифата.
В этот момент аль-Каим Биамриллах и Ибн Юсуф рассорились. Причина ссоры остаётся неизвестной, но известно, что наследник халифата приказал заменить командующего. 8 января 915 года состоялась вторая битва при Гизе, на сей раз куда более масштабная. В ней сунниты одержали решительную победу. Идрис Имад ад-Дин и прочие профатимидские источники назвали главным виновником поражения исмаилитов Ибн Юсуфа, которого так и не успели заменить и который бежал с поля боя несмотря на призывы аль-Каим Биамриллаха сражаться до конца. В суннитских же источниках имя виновника поражения отсутствует. Авторы, придерживавшиеся профатимидской точки зрения, также заявляли о героическом сопротивлении сил аль-Каим Биамриллаха, которые в ходе трёх контратак нанесли противнику немало потерь. Современные независимые историки при этом высказывали совмнения в реальности подобных утверждений. Так или иначе, даже источники со стороны исмаилитов не смогли скрыть факт того, что битва для фатимидской армии окончилась полнейшей катастрофой. Она была полностью дезорганизована, и лишь немногие её бойцы смогли вслед за командиром отойти к Александрии, куда аль-Каим Биамриллах прибыл 23 января.

### Отход Фатимидов из Александрии и восстание в Киренаике
Несмотря на неудачу, аль-Каим Биамриллах, по словам Халма, не потерял уверенности в конечном успехе предприятия. Читаемые им в Александрии проповеди и письма, которые он писал отцу, были достаточно оптимистичны. В Александрии он провёл несколько пятничных молитвенных проповедей, пропагандируя дело исмаилитов в целом и Фатимидов в частности. Некоторое время аль-Каим Биамриллах вёл переговоры с несколькими перебежчиками-египтянами, которые просили у него охранной грамоты и поднимали вопрос о капитуляции Фустата. Похоже, даже сам наследник халифата не был уверен в искренности этих предложений и/или способности перебежчиков как-то повлиять на исход вторжения в Египет. Так или иначе, когда в апреле 915 года в Египет прибыл Му’нис ал Хадим, сдача стала уже совершенно невозможной. Главнокомандующий аббасидской армией уволил Такина аль-Хазари с его поста и назначил на должность вали Египта грека Зука ар-Руми.
Вскоре после этого события Ибн Юсуф с тридцатью своими ближайшими сторонниками покинул аль-Каим Биамриллаха и направился в Ифрикию. Встревоженный этим событием, наследник халифата поспешно и без боя покинул Александрию, оставив в городе большую часть вооружения и осадных машин. Зука ар-Руми занял город и оставил в нём сильный гарнизон под руководством своего сына. Затем он вернулся в Фустат и приступил к наказанию тех, кого подозревал в сговоре с Фатимидами и в тайной переписке с аль-Каим Биамриллахом.
25 мая 915 года армия Фатимидов прибыла в Раккаду. В захваченной ранее Киренаике поднялось крупное восстание, в ходе которого ренегатам удалось свергнуть фатимидского вали, а также перебить весь гарнизон Барки. Мятеж удалось подавить лишь в 917 году, после 18-месячной осады города.

## Анализ
Потери в ходе вторжения были велики с обеих сторон. Только во второй битве при эль-Гизе фатимидские войска потеряли около 10 тысяч человек. До неё было убито 7 тысяч человек и столько же взято в плен. Данные о потерях среди египтян колеблются в количестве от 10—20 тысяч человек по данным суннитских историков до 50 тысяч по заявлению Имад ад-Дина.
Обе стороны страдали от отсутствия дисциплины и сплочённости в своих рядах. Ибн Юсуф неоднократно действовал не посоветовавшись с аль-Каим Биамриллахом. Войска под его командованием однозначно совершили ряд злодеяний против мирных жителей, о которых сообщают и суннитские, и исмаилитские источники. Оставив поле боя, он обрёк экспедицию на верную гибель. Со стороны Аббасидов не редкостью были дезертирство, ссоры между командирами. Боеспособность их армии ослабляла и откровенная готовность многих египтян пройти на соглашение с захватчиками, что после окончания вторжения привело к жестоким репрессиям.
Тем не менее, главной стратегической причиной провала фатимидского вторжения стала их неспособность захватить Фустат. Данный город был главным административным центром страны, и, как указал израильский востоковед-медиевист Яаков Лев, «ключом к завоеванию всего Египта». В IX и X веках имело место несколько вторжений в Египет, и лишь захватившим столицу страна покорялась полностью даже если бо́льшая её часть к моменту падения Фустата ещё находилась в руках прежних властителей.
Экспедиция считалась очень рискованной даже в годы её проведения. Фатимиды всё ещё окончательно не укрепились в Ифрикии. Против их господства регулярно поднимались бунты и полноценные восстания, а волнения в некоторых районах не прекращались ни на год. В 913 году, в ходе восстания эмира Сицилии, флот халифата оказался полностью уничтожен. Фатимидский даи и хронист X века аль-Кади ан-Ну’ман писал о том, что наследник халифата сам аль-Каим Биамриллах был против столь раннего начала операции и спорил с отцом, пытаясь убедить его отложить её. Ведущий лектор Школы востоковедения и африканистики Лондонского университета Майкл Бретт посчитал, что вторжение Фатимидов провалилось главным образом из-за того, что экспедиция оказалась в глубине страны, на пустынном берегу Нила и столкнулась с гарнизоном, который смог самостоятельно нанести им ряд поражений и сдержать их войска до подхода основных сил. Неустойчивость и плохая подготовка первого вторжения становятся ещё яснее, если сравнить их с тщательно выверенными военными приготовлениями с проникновением в страну агентов исмаилитов, предпринятыми за несколько лет до её окончательного завоевания в 969 году.
Основываясь на отрывке из «Истории» Ибн Хальдуна, нидерландский востоковед Михаэл Ян де Гуе, который первым стал профессионально изучать карматов Бахрейна, ответвление того же движения, из которого вышли Фатимиды, в XIX веке сделал предположение о существовании тайного союза между этими двумя течениями. Он предполагал существование плана возможного скоординированного совместного нападения Фатимидов и карматов на земли Аббасидов, при котором вторые наносили удар со своих баз, расположенных недалеко от столицы Аббасидов в Нижней Месопотамии в то время, как фатимидские войска наступали с запада. Более современные же историки, такие как Вильферд Маделунг, полагают невозможным существование такого союза. Хотя в 913 году карматы действительно совершили набег на окрестности Басры, их силы, задействованные в этом нападении, были крайне слабы. Но основным аргументом против существования такого союза является полное бездействие карматов как во время первого, так и во время второго фатимидского вторжения в Египет. Более того, анализ истоков фатимидско-карматского раскола продемонстрировал глубоко укоренившиеся доктринальные различия и враждебность между двумя ветвями исмаилизма, а также фундаментально антифатимидские настроения среди всех карматов.

## Последствия
Провал экспедиции подорвал основы режима Фатимидов в Ифрикии и пошатнул веру в божественную миссию имама-халифа. Среди племён Кутама возникли ростки недовольства, особенно укоренившиеся в племенной группе малуса, из которой происходил Ибн Юсуф. Последнего после провала вторжения преследовали как преступника. Пытаясь спасти военачальника от заключения за решётку, его брат Газвия поднял восстание против халифата. Ранее он играл важную роль в обеспечении безопасности западных границ Фатимидского халифата и правил всей его территорией к западу от Ифрикии. Впрочем, Фатимиды достаточно быстро подавили этот мятеж, казнили обоих братьев, а их головы преподнесли Убайдаллаху аль-Махди.
В 919—921 годах Фатимиды предприняли вторую попытку завоевания Египта. Мухаммад аль-Каим Биамриллах вновь без труда захватил Александрию, но ситуация повторилась — заняв оазис эль-Файюм, фатимидские войска вновь были отброшены при попытке захвата Фустата, а их флот оказался практически полностью уничтожен, на сей раз флотом Аббасидов. После подхода свежих сил аль-Каим Биамриллаха вновь вынудили покинуть Египет и отступить через пустыню в Ифрикию.
В 935 году служившие вали Египта отряды берберов попытались захватить власть, сопротивляясь назначению тюрка Мухаммеда ибн Тугджа на его место. Фатимиды выслали войска на помощь повстанцам. Объединённой армии вновь удалось захватить Александрию, но аббасидский назначенец смог собрать достаточно сил чтобы разгромить мятежников, разбил их и изгнал помогавших им Фатимидов в Магриб, став фактически единоличным и автономным правителем Египта и основателем новой династии во главе нового государства, приняв титул ихшид. Следующий поход Фатимидов в Египет состоялся лишь в 969 году. К тому моменту Аббасиды были ослаблены внутренними неурядицами и постоянной борьбой за власть между торговцами, знатью и военными. Отдалённые провинции объявили о независимости, а сами халифы суннитов стали вассалами Буидов, дейлемитов-шиитов из Ирана. Режим Фатимидов в это же время стал намного сильнее и богаче. Халифат располагал большой и дисциплинированной армией. Эти обстоятельства, а также то, что в 960-х годах в Египте началась эпидемия чумы, разразился голод, обострились отношения с христианским королевством Макурия и подорожало продовольствие, что привело к мятежам и неповиновению в армии, позволили Фатимидам завоевать страну, не встретив значительного сопротивления. Оккупировав Египет, халиф аль-Муизз Лидиниллах возвёл здесь новую столицу, город Каир.

### Комментарии
1. ↑  Арабское название римской провинции Африка, располагавшейся на территории современных Туниса и северо-восточного Алжира[4].
2. ↑  Имеется в виду существующая в Великобритании и странах Содружества должность англ. reader, являющееся также учёным званием. Находится выше преподавателя, но ниже профессора. Сопоставимо с российским званием доцента[33].

### Книги
- Семёнова Л. А. Из истории Фатимидского Египта / отв. ред. Л. И. Надирадзе. — М.: Наука (ГРВЛ), 1974. — 265 с.
- Brett Michael. The Rise of the Fatimids : The World of the Mediterranean and the Middle East in the Fourth Century of the Hijra, Tenth Century CE (англ.). — Leiden • Boston • Köln: BRILL, 2001. — XI, 497 p. — (The Medieval Mediterranean, vol. 30). — ISBN 978-90-04-47337-9. — ISBN 978-90-04-11741-9. — doi:10.1163/9789004473379.
- Halm Heinz. Das Reich des Mahdi : Der Aufstieg der Fatimiden (нем.). — München: C.H.Beck, 1991. — 470 S. — ISBN 3-406-35497-1. — ISBN 978-3-406-35497-7.
- Kennedy Hugh N. The Prophet and the Age of the Caliphates : The Islamic Near East from the Sixth to the Eleventh Century (англ.). — 3rd revised and reprinted ed. — London • New York: Routledge, 2015. — 382 p. — (A History of the Near East). — ISBN 13-173-7639-0. — ISBN 978-1-317-37639-2. — doi:10.4324/9781315673516.
- Madelung Wilferd. The Fatimids and the Qarmatīs of Bahrayn // Mediaeval Isma’ili History and Thought (англ.) / ed. by Farhad Daftary, Institute of Ismaili Studies[англ.]. — Cambridge: Cambridge University Press, 1996. — P. 21—73. — 350 p. — ISBN 05-210-0310-5. — ISBN 978-0-521-00310-0.
- Najeebabadi Akbar Shah[англ.]. Chapter 13: Ubaidullah dynasty of Egypt nd Tripoli // History of Islam (англ.) / Revised by Safi-ur-Rahman Mubarakpuri[англ.]. — Revised ed. — Riyadh • Jeddah • Shahrjah • Lahore • London • Houston • New York: Darussalam[англ.], 2001. — Vol. III. — P. 237—271. — 480 p. — ISBN 99-608-9293-X. — ISBN 978-9-960-89293-1.
- Walker Paul E[вд]. The Ismāʿīlī Daʿwa and the Fāṭimid Caliphate // Islamic Egypt, 640–1517 :  [англ.] / ed. by Carl F. Petry. — Cambridge : Cambridge University Press, 1998. — P. 120—150. — 666 p. — (The Cambridge History of Egypt : in 2 vols. ; vol. I). — ISBN 0-521-47137-0. — ISBN 978-0-521-47137-4. — doi:10.1017/CHOL9780521471374.006.

### Статьи
- Canard M. L’impérialisme des Fatimides et leur propagande (фр.) // Annales de l’Institut d’études Orientales. — Alger: Éditions «La typo-litho et Jules Carbonel», 1942–1947. — Vol. VI. — P. 156—193.
- Fāṭimids / Canard M. // Encyclopaedia of Islam. 2nd ed :  [англ.] : in 12 vol. / edited by B. Lewis; J. Schacht & Ch. Pellat. Assisted by J. Burton-Page, C. Dumont and V. L. Ménage. — Leiden : E.J. Brill, 1991. — Vol. 2. — P. 850—862. (платн.)
- Lev Yaacov. The Fatimid Conquest of Egypt | Military Political and Social Aspects | State and Society in Fatimid Egypt (англ.) // Israel Oriental Studies. — Leiden: E.J. Brill, 1979. — Vol. I, no. 9. — P. 315—328. — ISSN 0334-4401.
- Lev Yaacov. The Fāṭimids and Egypt 301—358/914—969 (англ.) // Arabica[англ.]. — Leiden: E.J. Brill, 1988. — July (vol. 25, no. 2). — P. 186—196. — ISSN 0570-5398. — doi:10.1163/157005888X00332. — JSTOR 4056834.